# 霊山インターチェンジ
霊山インターチェンジ（りょうぜんインターチェンジ）は、福島県伊達市霊山町下小国にある東北中央自動車道（相馬福島道路）のインターチェンジである。

## 歴史
- 2018年（平成30年）
  - 2月2日 : IC名称が「霊山IC」で正式決定[2]。
  - 3月10日 : 相馬玉野IC - 霊山IC間開通に伴い、供用開始[2][3]。
- 2021年（令和3年）4月24日 : 霊山IC - 伊達桑折IC間開通[4]。

## 周辺
- 道の駅伊達の郷りょうぜん

## 接続する道路
- 国道115号（中村街道）

## 料金所
- 無料区間のため設置されない。

## 隣
E13 東北中央自動車道（相馬福島道路）
(3) 霊山飯舘IC - (4) 霊山IC - (5) 伊達中央IC